# Кинжаев, Ходи Исабаевич
Ходи Исабаевич Кинжаев (тадж. Ҳодӣ Исабоевич Кинжаев; 7 ноября 1914 — 24 февраля 1992) — младший лейтенант РККА, участник Великой Отечественной войны, Герой Советского Союза.

## Биография
Родился 25 октября (по новому стилю — 7 ноября) 1914 года в кишлаке Костакоз (ныне — Хистеварз Согдийской области Таджикистана). В 1937 году он окончил Ташкентский учительский институт, после чего работал завучем в Курган-Тюбинском педагогическом училище. В 1938 году Кинжаев был призван на службу в Рабоче-крестьянскую Красную Армию. С декабря 1942 года — на фронтах Великой Отечественной войны. К июлю 1943 года старший сержант Ходи Кинжаев командовал орудием 1177-го истребительно-противотанкового артиллерийского полка 14-й отдельной истребительно-противотанковой артиллерийской бригады Воронежского фронта. Отличился во время битвы на Курской дуге.
6 июля 1943 года расчёт Кинжаева отражал контратаку 24 немецких танков, подбив четыре из них. Когда весь расчёт вышел из строя, Кинжаев продолжил вести огонь в одиночку, подбив ещё 3 танка. В том бою он три раза был ранен, но продолжал сражаться. Когда орудие Кинжаева было уничтожено, он подобрал противотанковое ружьё и уничтожил восьмой танк, лишь после этого направившись в медсанбат. По пути он оказал первую помощь артиллеристу из соседнего расчёта и доставил его в медсанбат.
Указом Президиума Верховного Совета СССР от 21 сентября 1943 года за «мужество и героизм, проявленные в боях с немецкими захватчиками» старший сержант Ходи Кинжаев был удостоен высокого звания Героя Советского Союза с вручением ордена Ленина и медали «Золотая Звезда» за номером 2214.
В 1945 году Кинжаев окончил Подольское артиллерийское училище. В 1946 году в звании младшего лейтенанта он был уволен в запас. Вернулся в родное село, находился на административно-хозяйственных должностях в Худжандском районе, был председателем сельского совета.
Был также награждён орденом Отечественной войны 1-й степени, двумя орденами «Знак Почёта», рядом медалей. Избирался депутатом Верховного Совета СССР в 1954—1958 годах.
Похоронен в джамоате Хистеварз Гафуровского района Согдийской области.